# Lijst van valleien op Mars
Valles (enkelvoud vallis) op Mars lijken op valleien op Aarde, maar sommige valles zijn mogelijk eerder canyon of chasmata - zie de Lijst van Chasmata op Mars. In de onderstaande tabel betekent N Noord, S Zuid, E Oost en W West. N is Noorderbreedte, O Oosterlengte. Aan de coördinaten zijn links naar foto's van Google Mars toegevoegd: hoogtekaart en visuele en infrarood beelden. Klik binnen Google Mars op de pijlen om onder meer te vergroten/verkleinen.
| Naam               | Coördinaten (met link naar foto's) | Vernoeming                                                            | Aantekening                                |
| ------------------ | ---------------------------------- | --------------------------------------------------------------------- | ------------------------------------------ |
| Abus Vallis        | Google Mars 5.5S, 147.3W           | Klassieke naam voor de Humber                                         |                                            |
| Al-Qahira Vallis   | Google Mars 18.2S, 162.5E          | Woord voor "Mars" in onder andere het Arabisch, Indonesisch en Maleis |                                            |
| Allegheny Vallis   | Google Mars 9.1S, 54W              | Rivier in Pennsylvania                                                |                                            |
| Anio Valles        | Google Mars 37.8N, 55.9E           | Klassieke rivier in Italië, nu de rivieren Aniene en Teverone         |                                            |
| Apsus Vallis       | Google Mars 34.8N, 135E            | Klassieke rivier in oud-Macedonië                                     |                                            |
| Arda Valles        | Google Mars 20.6S, 32.4W           | Oude Europese rivier (Bulgarije)                                      |                                            |
| Ares Vallis        | Google Mars 10.3N, 25.8W           | Woord voor "Mars" in het Grieks                                       | Landingsplaats van de Mars Pathfinder      |
| Arnus Vallis       | Google Mars 25.2N, 82.5E           | Arno rivier in Toscane                                                |                                            |
| Asopus Vallis      | Google Mars 4.3S, 149.7W           | Klassieke naam voor de huidige Hagios Rivier, in Griekenland          |                                            |
| Athabasca Valles   | Google Mars 8.5N, 155E             | Rivier in Canada                                                      | Uitgesleten door water uit Cerberus Fossae |
| Auqakuh Vallis     | Google Mars 30.1N, 60.1E           | Woord voor "Mars" in het Quechua                                      |                                            |
| Axius Valles       | Google Mars 55.6S, 70.1E           | Oude naam van de Vardar, rivier in Griekenland                        |                                            |
| Bahram Vallis      | Google Mars 20.5N, 57.5W           | Woord voor "Mars" in het Perzisch                                     |                                            |
| Brazos Valles      | Google Mars 6.2S, 18.9E            | Rivier in Texas                                                       |                                            |
| Buvinda Vallis     | Google Mars 33.1N, 151.9E          | Klassieke naam voor de Boyne Rivier in Ierland                        |                                            |
| Chico Valles       | Google Mars 66.7S, 153.5W          | Rivier in Argentinië.                                                 |                                            |
| Clanis Valles      | Google Mars 33.2N, 58.4E           | Klassieke naam van Chiana, rivier in Italië                           |                                            |
| Clasia Vallis      | Google Mars 33.8N, 56.9E           | Klassieke rivier in Umbrië, Italië                                    |                                            |
| Clota Vallis       | Google Mars 25.6S, 20.6W           | Oude naam voor de Clyde in Schotland                                  |                                            |
| Coogoon Valles     | Google Mars 17.3N, 21.9W           | Rivier in Australië                                                   |                                            |
| Cusus Valles       | Google Mars 14.3N, 50.5E           | Klassieke naam voor de huidige Hron, rivier in Tsjecho-Slowakije      |                                            |
| Dao Vallis         | Google Mars 38.4S, 87.8E           | Woord voor "ster" in het Thai                                         |                                            |
| Deva Vallis        | Google Mars 7.6S, 157W             | Klassieke naam voor Dee, rivier in Schotland                          |                                            |
| Dittaino Valles    | Google Mars 1.5S, 67W              | Moderne rivier in Italië                                              |                                            |
| Doanus Vallis      | Google Mars 63S, 25.6W             | Klassieke rivier op de kaart van Ptolemaeus, mogelijk de Mekong       |                                            |
| Drava Valles       | Google Mars 48.7S, 166.3E          | Rivier in voormalig Joegoslavië                                       |                                            |
| Drilon Vallis      | Google Mars 7.2N, 52.4W            | Klassieke naam voor Drin in Albanië                                   |                                            |
| Dubis Vallis       | Google Mars 5.2S, 148.2W           | Klassieke naam Doubs in Frankrijk                                     |                                            |
| Durius Valles      | Google Mars 17.5S, 172.1E          | Klassieke naam voor Douro, rivier in Portugal                         |                                            |
| Dzigai Vallis      | Google Mars 58.5S, 36.6W           | Woord voor "vallei" in het Navajo                                     |                                            |
| Elaver Vallis      | Google Mars 9.4S, 49.5W            | Klassieke naam voor Allier in Frankrijk                               |                                            |
| Enipeus Vallis     | Google Mars 36.7N, 93.1W           | Klassieke rivier                                                      |                                            |
| Evros Vallis       | Google Mars 12,6S 13,9E            | Rivier in Griekenland                                                 |                                            |
| Frento Vallis      | Google Mars 50S, 14.5W             | Klassieke naam voor een rivier in Italië                              |                                            |
| Granicus Valles    | Google Mars 29.7N, 131E            | Oude naam voor een rivier in Turkije                                  |                                            |
| Grjot Vallis       | Google Mars 21.7S, 30.9W           | Rivier in IJsland                                                     |                                            |
| Harmakhis Vallis   | Google Mars 40.4S, 90.4E           | Woord voor "Mars" in het Oudegyptisch                                 |                                            |
| Hebrus Valles      | Google Mars 20N, 126.6E            | Oude rivier in Griekenland                                            |                                            |
| Her Desher Vallis  | Google Mars 25.2S, 48W             | Egyptische naam voor Mars                                             |                                            |
| Hermus Vallis      | Google Mars 5.4S, 148W             | Klassieke naam voor een rivier in Turkije                             |                                            |
| Himera Valles      | Google Mars 21.4S, 22.8W           | Oude naam voor een Italiaanse rivier                                  |                                            |
| Hrad Vallis        | Google Mars 38.4N, 135.3E          | Woord voor "Mars" in het Armeens                                      |                                            |
| Huo Hsing Vallis   | Google Mars 30.2N, 66.6E           | Woord voor "Mars" in het Chinees                                      |                                            |
| Hypanis Valles     | Google Mars 9.5N, 46.7W            | Klassieke naam voor Koeban, rivier in Rusland                         |                                            |
| Hypsas Vallis      | Google Mars 33.7N, 57.9E           | Klassieke naam voor een rivier in Sicilië                             |                                            |
| Iberus Vallis      | Google Mars 21.3N, 152E            | Klassieke naam voor Ebro, rivier in Spanje                            |                                            |
| Indus Vallis       | Google Mars 19.1N, 38.7E           | Rivier in Pakistan                                                    |                                            |
| Isara Valles       | Google Mars 5.3S, 146.6W           | Klassieke naam voor Oise in Frankrijk                                 |                                            |
| Ituxi Vallis       | Google Mars 25.2N, 153E            | Rivier in Brazilië                                                    |                                            |
| Kasei Valles       | Google Mars 24.4N, 65W             | Woord voor "Mars" in het Japans                                       |                                            |
| Labou Vallis       | Google Mars 8.6S, 154.5W           | Woord voor Mars in het Frans                                          |                                            |
| Ladon Valles       | Google Mars 22.4S, 28.7W           | Oude naam voor een Griekse rivier                                     |                                            |
| Licus Vallis       | Google Mars 2.9S, 126.1E           | Oude naam voor Lech in Duitsland                                      |                                            |
| Liris Valles       | Google Mars 10.6S, 57.9E           | Oude naam voor Liri, rivier in Italië                                 |                                            |
| Lobo Vallis        | Google Mars 26.9N, 61.2W           | Rivier in Ivoorkust                                                   |                                            |
| Locras Valles      | Google Mars 8.6N, 47.7E            | Oude naam voor een rivier in Corsica                                  |                                            |
| Loire Valles       | Google Mars 18.1S, 16.7W           | Rivier in Frankrijk                                                   |                                            |
| Louros Valles      | Google Mars 8.4S, 82W              | Rivier in Griekenland                                                 |                                            |
| Ma'adim Vallis     | Google Mars 21.6S, 177.3E          | Woord voor "Mars" in het Hebreeuws                                    |                                            |
| Mad Vallis         | Google Mars 56.2S, 76.1E           | Rivier in Vermont                                                     |                                            |
| Maja Valles        | Google Mars 12.5N, 58.3W           | Woord voor "Mars" in het Nepalees                                     |                                            |
| Mamers Valles      | Google Mars 40N, 17.8E             | Woord voor "Mars" in het Oskisch                                      |                                            |
| Mangala Valles     | Google Mars 11.5S, 151W            | Woord voor "Mars" in het Sanskriet                                    |                                            |
| Valles Marineris   | Google Mars 13.8S, 59.2W           | Mariner 9                                                             | Grootste kloofsysteem in het zonnestelsel  |
| Marte Vallis       | Google Mars 14.8N, 176.5W          | Woord voor "Mars" in het Spaans                                       |                                            |
| Matrona Vallis     | Google Mars 7.6S, 176.1E           | Klassieke naam voor Marne, rivier in Frankrijk                        |                                            |
| Maumee Valles      | Google Mars 19.5N, 53.2W           | Rivier in Indiana en Ohio                                             |                                            |
| Mawrth Vallis      | Google Mars 22.3°N, 343.5°E        | Woord voor "Mars" in het Welsh                                        |                                            |
| Minio Vallis       | Google Mars 4.3S, 151.8W           | Klassieke naam voor een rivier in Italië                              |                                            |
| Mosa Vallis        | Google Mars 14.7S, 22.2E           | Maas, rivier in West-Europa                                           |                                            |
| Munda Vallis       | Google Mars 5.4S, 146.3W           | Klassieke naam voor Mondega, rivier in Portugal                       |                                            |
| Naktong Vallis     | Google Mars 5.2N, 32.9E            | Rivier in Korea                                                       |                                            |
| Nanedi Valles      | Google Mars 4.9N, 49W              | Woord voor "planeet" in het Sesotho                                   |                                            |
| Naro Vallis        | Google Mars 3.9S, 60.6E            | Oude naam voor Neretva, rivier in voormalig Joegoslavië               |                                            |
| Nestus Valles      | Google Mars 7.2S, 158.6W           | Klassieke naam voor een rivier in Macedonië (Griekenland)             |                                            |
| Nia Vallis         | Google Mars 53.8S, 34.7W           | Klassieke riviernaam                                                  | Door Lowell gebruikt voor kanaal           |
| Nicer Vallis       | Google Mars 7.3S, 158.2W           | Klassieke naam voor Neckar, rivier in Duitsland                       |                                            |
| Niger Vallis       | Google Mars 35.1S, 92.2E           | Rivier in Afrika                                                      |                                            |
| Nirgal Vallis      | Google Mars 28.2S, 42W             | Woord voor "Mars" in het Babylonisch                                  |                                            |
| Ochus Valles       | Google Mars 7.1N, 45.1W            | Klassieke naam Hari-Rud, rivier in Turkmenistan                       |                                            |
| Oltis Valles       | Google Mars 23.6S, 21.7W           | Oude naam voor Lot, rivier in Frankrijk                               |                                            |
| Osuga Valles       | Google Mars 15.1S, 38.6W           | Rivier in Rusland                                                     |                                            |
| Padus Vallis       | Google Mars 4.5S, 150.1W           | Klassieke naam voor Po, rivier in Italië                              |                                            |
| Pallacopas Vallis  | Google Mars 55S, 21W               | Klassieke riviernaam                                                  | Gebruikt door Lowell voor een kanaal       |
| Paraná Valles      | Google Mars 22.9S, 10.2W           | Zuid-Amerikaanse rivier                                               |                                            |
| Patapsco Vallis    | Google Mars 23.7N, 152,5E          | Rivier in Maryland                                                    |                                            |
| Protva Valles      | Google Mars 29S, 60,6W             | Rivier in Rusland                                                     |                                            |
| Rahway Valles      | Google Mars 9,4N 173,8E            | Rivier in New Jersey                                                  |                                            |
| Ravi Vallis        | Google Mars 0.2S, 40,7W            | Oude naam voor een Pakistaanse rivier                                 |                                            |
| Ravius Valles      | Google Mars 46,2N, 111,3W          | Klassieke naam voor een rivier in Ierland                             |                                            |
| Reull Vallis       | Google Mars 42,3S, 104,2E          | Woord voor "planeet" in het Gaelic                                    |                                            |
| Rhabon Valles      | Google Mars 21.2N, 91.5W           | Klassieke rivier in Roemenië                                          |                                            |
| Rubicon Valles     | Google Mars 44.7N, 117W            | Oude naam voor een rivier in Italië                                   |                                            |
| Runa Vallis        | Google Mars 28.4S, 36.8W           |                                                                       |                                            |
| Sabis Vallis       | Google Mars 5.3S, 152.5W           | Klassieke naam Samber, rivier in Frankrijk en België                  |                                            |
| Sabrina Vallis     | Google Mars 11.1N, 49W             | Klassieke naam voor Severn, rivier in Engeland                        |                                            |
| Samara Valles      | Google Mars 24.8S, 19.1W           | Oude naam voor de Somme, Frankrijk                                    |                                            |
| Scamander Vallis   | Google Mars 15.8N, 28.5E           | Oude naam van een rivier bij Troje                                    |                                            |
| Senus Vallis       | Google Mars 5.2S, 147W             | Klassieke naam voor een rivier in Ierland                             |                                            |
| Sepik Vallis       | Google Mars 0.9S, 65.8W            | Rivier in Nieuw-Guinea                                                |                                            |
| Shalbatana Vallis  | Google Mars 7.8N, 42.1W            | Woord voor "Mars" in het Akkadisch                                    |                                            |
| Silinka Vallis     | Google Mars 8,9N 28.2W             | Rivier in Rusland                                                     |                                            |
| Simud Valles       | Google Mars 19.8N, 37.8W           | Woord voor "Mars" in het Sumerisch                                    |                                            |
| Stura Vallis       | Google Mars 22.7N, 142.4E          | Klassieke naam voor een rivier in Italië                              |                                            |
| Subur Vallis       | Google Mars 11.6N, 53.2W           | Klassieke naam voor een rivier in Mauritanië                          |                                            |
| Surinda Valles     | Google Mars 28.9S, 35.1W           |                                                                       |                                            |
| Surius Vallis      | Google Mars 61.5S, 48.4W           |                                                                       | Naam door Lowell voor een kanaal gebruikt  |
| Tader Valles       | Google Mars 48.8S, 152.5W          | Oude naam voor Segura, rivier in Spanje                               |                                            |
| Tagus Valles       | Google Mars 6.7S, 114.4E           | Rivier in Spanje en Portugal                                          |                                            |
| Taus Vallis        | Google Mars 4.9S, 148.5W           | Klassieke naam voor rivier in Schotland                               |                                            |
| Termes Vallis      | Google Mars 11.1S, 157.1W          | Klassieke naam voor Tormes, rivier in Spanje                          |                                            |
| Teviot Vallis      | Google Mars 43.3S, 102.1E          | Rivier in Schotland                                                   |                                            |
| Tinia Valles       | Google Mars 4.6S, 149W             | Klassieke naam voor een rivier in Italië                              |                                            |
| Tinjar Valles      | Google Mars 37.6N, 124.2E          | Rivier in Serawak, Maleisië                                           |                                            |
| Tinto Vallis       | Google Mars 4S, 111.4E             | Rivier in Spanje                                                      |                                            |
| Tisia Valles       | Google Mars 11.8S, 45.7E           | Oude naam voor Tisza, rivier in Oekraïne                              |                                            |
| Tiu Valles         | Google Mars 15.7N, 35.7W           | Woord voor "Mars" in het Oudengels                                    |                                            |
| Trebia Valles      | Google Mars 32.1N, 150E            | Klassieke naam voor Trebbia, rivier in Italië                         |                                            |
| Tyras Vallis       | Google Mars 8.3N, 50.2W            | Klassieke naam voor Dnjestr, rivier in Oekraïne                       |                                            |
| Uzboi Vallis       | Google Mars 29.5S, 37.1W           | Droge rivierbedding in Rusland                                        |                                            |
| Valles Marineris   | Google Mars 13.8S, 59.2W           | Mariner 9                                                             | Grootste kloofsysteem in het zonnestelsel  |
| Varus Valles       | Google Mars 8.6S, 156.2W           | Klassieke naam voor Var, rivier in Frankrijk                          |                                            |
| Vedra Valles       | Google Mars 19.2N, 55.6W           | Oude naam voor een rivier in Groot-Brittannië                         |                                            |
| Vichada Valles     | Google Mars 19,6S 88,1E            | Rivier in Columbia                                                    |                                            |
| Vistula Valles     | Google Mars 13.6N, 51.9W           | Oude naam voor Weichsel in Polen                                      |                                            |
| Walla Walla Vallis | Google Mars 9,9S 5,5W              | Rivier in Washington                                                  |                                            |
| Warrego Valles     | Google Mars 41.9S, 93W             | Rivier in Australië                                                   |                                            |